# July Morning
July Morning è un singolo del gruppo musicale britannico Uriah Heep, pubblicato nel giugno del 1971 come terzo estratto dal terzo album in studio Look at Yourself.
È conosciuta per il suo assolo di tastiera, eseguito da Ken Hensley, e per la partecipazione di Manfred Mann; a tal proposito, negli anni successivi il produttore discografico Gerry Bron rivelò che Mann contribuì anche alla stesura del brano.

## Cover
La band tedesca degli Axel Rudi Pell realizzò una cover del brano, inserita nell'album The Masquerade Ball, pubblicato nel 2000. 